# Ахалсопелі (Каспський муніципалітет)
Ахалсопелі (груз. ახალსოფელი) — село в Грузії, у Каспському муніципалітеті мхаре Шида-Картлі.

## Населення
За даними перепису населення 2014 року в селі мешкає 13 осіб.
| Рік  | Населення | Чоловіки | Жінки |
| ---- | --------- | -------- | ----- |
| 2002 | 105       | 56       | 49    |
| 2014 | ▼ 13      | 9        | 4     |